# 貝塚 (川崎市)
貝塚（かいづか）は、神奈川県川崎市川崎区の地名。現行行政地名は貝塚1丁目から貝塚2丁目。住居表示実施済区域。

## 地理
川崎区の北西部に位置し、北東に新川通、南東に渡田、南に渡田向町、南東に渡田新町・元木、北西に南町と接している。

### 地価
住宅地の地価は、2024年（令和6年）7月1日の神奈川県地価調査によれば、貝塚2-4-14の地点で45万5000円/m²となっている。

## 歴史

### 沿革
- 1922年（大正11年） - 耕地整理により、小土呂、砂子、新宿の各一部を分離し、貝塚を新設。橘樹郡川崎町大字貝塚となる。
- 1924年（大正13年）7月1日 - 川崎市に編入。川崎市貝塚となる。
- 1970年（昭和45年）7月1日 - 住居表示を実施に伴い、貝塚（大字）を廃止し、貝塚1丁目から貝塚2丁目を新設。
- 1972年（昭和47年）4月1日 - 川崎市が政令指定都市の制定に伴い、川崎区が新設。川崎市川崎区貝塚（1〜2丁目）となる[5][7]。

## 世帯数と人口
2025年（令和7年）6月30日現在（川崎市発表）の世帯数と人口は以下の通りである。
| 丁目      | 世帯数    | 人口    |
| --------- | --------- | ------- |
| 貝塚1丁目 | 1,552世帯 | 2,285人 |
| 貝塚2丁目 | 1,352世帯 | 1,895人 |
| 計        | 2,904世帯 | 4,180人 |

### 人口の変遷
国勢調査による人口の推移。
| 年                 | 人口  |
| ------------------ | ----- |
| 1995年（平成7年）  | 3,492 |
| 2000年（平成12年） | 3,601 |
| 2005年（平成17年） | 3,511 |
| 2010年（平成22年） | 3,873 |
| 2015年（平成27年） | 3,760 |
| 2020年（令和2年）  | 4,022 |

### 世帯数の変遷
国勢調査による世帯数の推移。
| 年                 | 世帯数 |
| ------------------ | ------ |
| 1995年（平成7年）  | 1,863  |
| 2000年（平成12年） | 2,038  |
| 2005年（平成17年） | 2,005  |
| 2010年（平成22年） | 2,388  |
| 2015年（平成27年） | 2,321  |
| 2020年（令和2年）  | 2,667  |

## 学区
市立小・中学校に通う場合、学区は以下の通りとなる（2025年1月時点）。
| 丁目      | 番・番地等 | 小学校             | 中学校               |
| --------- | ---------- | ------------------ | -------------------- |
| 貝塚1丁目 | 全域       | 川崎市立宮前小学校 | 川崎市立富士見中学校 |
| 貝塚2丁目 | 全域       | 川崎市立宮前小学校 | 川崎市立富士見中学校 |

## 事業所
2021年（令和3年）現在の経済センサス調査による事業所数と従業員数は以下の通りである。
| 丁目      | 事業所数  | 従業員数 |
| --------- | --------- | -------- |
| 貝塚1丁目 | 130事業所 | 1,260人  |
| 貝塚2丁目 | 64事業所  | 432人    |
| 計        | 194事業所 | 1,692人  |

### 事業者数の変遷
経済センサスによる事業所数の推移。
| 年                 | 事業者数 |
| ------------------ | -------- |
| 2016年（平成28年） | 172      |
| 2021年（令和3年）  | 194      |

### 従業員数の変遷
経済センサスによる従業員数の推移。
| 年                 | 従業員数 |
| ------------------ | -------- |
| 2016年（平成28年） | 1,406    |
| 2021年（令和3年）  | 1,692    |

## 交通
- 国道15号
- 神奈川県道101号扇町川崎停車場線

## その他

### 日本郵便
- 郵便番号:210-0014[3]（集配局:川崎港郵便局[18]）

### 警察
町内の警察の管轄区域は以下の通りである。
| 丁目      | 番・番地等 | 警察署     | 交番・駐在所 |
| --------- | ---------- | ---------- | ------------ |
| 貝塚1丁目 | 全域       | 川崎警察署 | 南町交番     |
| 貝塚2丁目 | 全域       | 川崎警察署 | 南町交番     |